# Björkvattnet (Kalls socken, Jämtland, 711135-137579)
Björkvattnet är en sjö i Krokoms kommun och Åre kommun i Jämtland och ingår i Indalsälvens huvudavrinningsområde. Sjön har en area på 3,74 kvadratkilometer och ligger 635,4 meter över havet. Björkvattnet ligger i Svenskådalen Natura 2000-område. Sjön avvattnas av vattendraget Björkvattsån.

## Delavrinningsområde
Björkvattnet ingår i det delavrinningsområde (711219-137742) som SMHI kallar för Utloppet av Björkvattnet. Medelhöjden är 850 meter över havet och ytan är 37,4 kvadratkilometer. Räknas de 3 avrinningsområdena uppströms in blir den ackumulerade arean 48,2 kvadratkilometer. Björkvattsån som avvattnar avrinningsområdet har biflödesordning 2, vilket innebär att vattnet flödar genom totalt 2 vattendrag innan det når havet efter 414 kilometer. Avrinningsområdet består mestadels av kalfjäll (86 procent). Avrinningsområdet har 3,25 kvadratkilometer vattenytor vilket ger det en sjöprocent på 8,7 procent.